# لونگ شیائوچینگ
لونگ شیائوچینگ (انگلیسی: Long Xiaoqing؛ زادهٔ ۲۷ فوریهٔ ۱۹۹۷) کماندار زن اهل چین است. وی در بازی‌های المپیک تابستانی ۲۰۲۰ شرکت کرده‌است.